# Vuelta a España 1986
Die 41. Vuelta a España wurde in 22 Abschnitten und 3666 Kilometern vom 22. April bis zum 13. Mai 1986 ausgetragen. Der Gewinner war der Spanier Álvaro Pino, die Bergwertung gewann José Luis Laguía, die  Punktewertung sowie die Kombinationswertung ging an Sean Kelly. Benny Van Brabant siegte in der Meta Volantes-Wertung, Pascal Jules in der Sprint Especiales-Wertung, Omar Hernández in der Nachwuchswertung und das Team Zor-BH in der Mannschaftswertung.

## Etappen
| Etappe | von                  | nach                 | km         | Gewinner               | Maillot amarillo    |
| ------ | -------------------- | -------------------- | ---------- | ---------------------- | ------------------- |
| Prolog | Palma                | Palma                | 5,7 (EZF)  | Thierry Marie          | Thierry Marie       |
| 1      | Palma                | Palma                | 190        | Marc Gomez             | Marc Gomez          |
| 2      | Barcelona            | Barcelona            | 182        | Manuel Jorge Domínguez | Marc Gomez          |
| 3      | Lleida               | Saragossa            | 212        | Eddy Planckaert        | Marc Gomez          |
| 4      | Saragossa            | Logroño              | 192        | Alfonso Gutiérrez      | Marc Gomez          |
| 5      | Haro                 | Santander            | 202        | Jesús Blanco Villar    | Jesús Blanco Villar |
| 6      | Santander            | Covadonga            | 191        | Robert Millar          | Robert Millar       |
| 7      | Cangas de Onís       | Oviedo               | 180        | Eddy Planckaert        | Robert Millar       |
| 8      | Oviedo               | Alto del Naranco     | 9,7 (EZF)  | Marino Lejarreta       | Robert Millar       |
| 9      | Oviedo               | San Isidro           | 180        | Charly Mottet          | Robert Millar       |
| 10     | San Isidro           | Palencia             | 193        | Sean Kelly             | Robert Millar       |
| 11     | Valladolid           | Valladolid           | 29,1 (EZF) | Charly Mottet          | Álvaro Pino         |
| 12     | Valladolid           | Segovia              | 258        | Reimund Dietzen        | Álvaro Pino         |
| 13     | Segovia              | Collado Villalba     | 148        | Sean Kelly             | Álvaro Pino         |
| 14     | Torrelodones         | Leganés              | 165        | José Recio             | Álvaro Pino         |
| 15     | Aranjuez             | Albacete             | 207        | Jon Egiarte            | Álvaro Pino         |
| 16     | Albacete             | Jaén                 | 264        | Alain Bondue           | Álvaro Pino         |
| 17     | Jaén                 | Sierra Nevada        | 172        | Felipe Yáñez           | Álvaro Pino         |
| 18     | Granada              | Benalmádena          | 191        | Wíktor Demidenko       | Álvaro Pino         |
| 19     | Benalmádena          | Puerto Real          | 234        | Jesús Blanco Villar    | Álvaro Pino         |
| 20     | Puerto Real          | Jerez de la Frontera | 239        | Marc Gomez             | Álvaro Pino         |
| 21     | Jerez de la Frontera | Jerez de la Frontera | 22 (EZF)   | Álvaro Pino            | Álvaro Pino         |

## Endstände
| Sieger                     | Álvaro Pino          | 98:16:04 h  |
| Zweiter                    | Robert Millar        | + 1:06 min  |
| Dritter                    | Sean Kelly           | + 5:19 min  |
| Vierter                    | Reimund Dietzen      | + 5:58 min  |
| Fünfter                    | Marino Lejarreta     | + 7:12 min  |
| Sechster                   | Pello Ruiz Cabestany | + 7:26 min  |
| Siebter                    | Laurent Fignon       | + 7:29 min  |
| Achter                     | Fabio Parra          | + 7:44 min  |
| Neunter                    | Anselmo Fuerte       | + 10:50 min |
| Zehnter                    | Pedro Delgado        | + 11:50 min |
| Punktewertung              | Sean Kelly           | 253 P.      |
| Zweiter                    | Pello Ruiz Cabestany | 197 P.      |
| Dritter                    | Álvaro Pino          | 129 P.      |
| Bergwertung                | José Luis Laguía     | 146 P.      |
| Zweiter                    | Álvaro Pino          | 104 P.      |
| Dritter                    | Eduardo Chozas       | 90 P.       |
| Meta Volantes-Wertung      | Benny Van Brabant    | 31 P.       |
| Sprints Especiales-Wertung | Pascal Jules         |             |
| Nachwuchswertung           | Omar Hernández       | 98:37:51    |
| Kombinationswertung        | Sean Kelly           |             |
| Teamwertung                | ZOR-BH               | 295:09:40 h |